# Fans of Adult Media & Entertainment

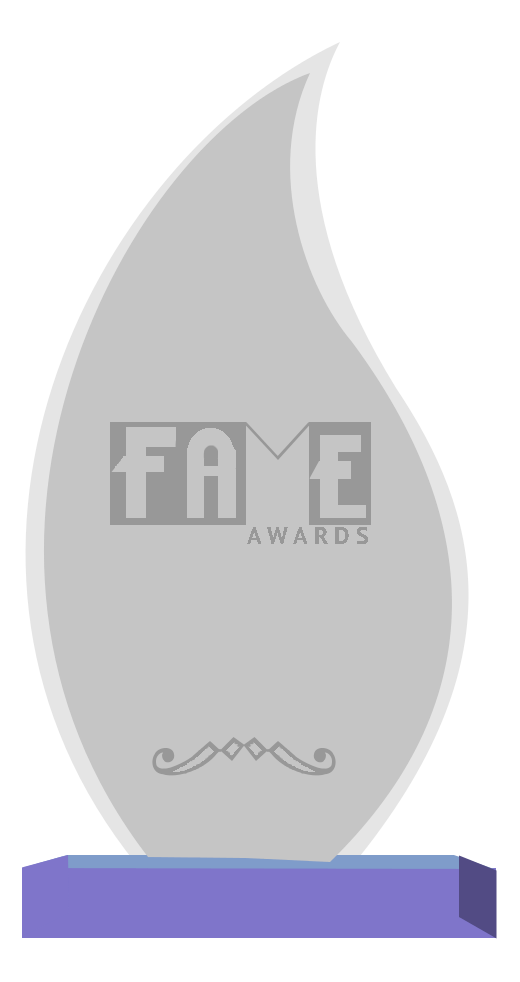

Fans of Adult Media & Entertainment (F.A.M.E.) é uma organização que, com a parceira dos líderes da indústria do sexo Adam & Eve.com, Genesis Magazine, WantedList e AVN, anualmente atribui prémios no mundo da pornografia.
O principal objectivo da criação desta organização é fazer com que os verdadeiros críticos (os fãs) possam escolher os seus favoritos nas categorias que mais lhes interessam. Os fãs serão aqueles que pré-nomearão os actores e os filmes pornográficos, e no fim nomendo os vencedores.

## Prémios especiais
À Actriz Favorita é oferecido um colar de pérolas e ao Actor Favorito um diamante azul.
|                                | 2006                               | 2007                 | 2008             | 2009                            | 2010                        |
| Favorite Female Starlet        | Jenna Jameson                      | Tera Patrick         | Tera Patrick     | Tera Patrick                    | Tori Black                  |
| Favorite Male Star             | Ron Jeremy                         | Randy Spears         | Evan Stone       | Evan Stone                      | Evan Stone                  |
| Favorite Oral Starlet          | Carmen Luvana                      | Jenna Haze           | Penny Flame      | Jenna Haze                      | Sasha Grey                  |
| Favorite Anal Starlet          | Taylor Rain                        | Courtney Cummz       | Jenna Haze       | Belladonna                      | Jenna Haze                  |
| Favorite Breasts               | Stormy Daniels                     | Stormy Daniels       | Ashlynn Brooke   | Stormy Daniels                  | Sunny Leone                 |
| Favorite Ass                   | Jenna Haze                         | Teagan Presley       | Gina Lynn        | Teagan Presley                  | Alexis Texas                |
| Hottest Body                   | Jenna Jameson                      | Jesse Jane           | Jesse Jane       | Jesse Jane                      | Alexis Texas                |
| Favorite Female Rookie         | Alektra Blue e Brandy Talore (tie) | Amy Reid             | Bree Olson       | Tori Black                      | Lupe Fuentes                |
| Favorite Feature Movie         | Pirates                            | Island Fever 4       | Babysitters      | Pirates II: Stagnetti’s Revenge | 2040                        |
| Favorite Gonzo Movie           | Belladonna: No Warning             | Jenna Haze Dark Side | InTERActive      | Lex the Impaler 3               | Tori Black Is Pretty Filthy |
| Favorite Celebrity Sex Tape    |                                    |                      | 1 Night in Paris |                                 |                             |
| Favorite Director              | Jules Jordan                       | Jules Jordan         | Stormy Daniels   | Belladonna                      | Jules Jordan                |
| Dirtiest Girl in Porn          | Taryn Thomas                       | Belladonna           | Hillary Scott    | Jenna Haze                      | Jenna Haze                  |
| Favorite Studio                |                                    | Vivid Entertainment  | Evil Angel       | Brazzers                        | Vivid Entertainment         |
| Favorite Performer of All Time |                                    | Jenna Jameson        |                  |                                 |                             |
| Favorite Underrated Star       |                                    |                      | Brooke Haven     |                                 | Lexi Belle                  |
| MILF/Cougar Star               |                                    |                      |                  |                                 | Lisa Ann                    |